# 남면 (부여군)
남면(南面)은 대한민국 충청남도 부여군의 면이다. 넓이는 20.99km2이고, 인구는 2011년 1월 1일을 기준으로 2,387명이다.

## 행정 구역
- 회동리(檜洞里): 행정복지센터 소재지.
- 금천리(金川里)
- 내곡리(內谷里)
- 대선리(大船里)
- 마정리(馬井里)
- 삼룡리(三龍里)
- 송암리(松巖里)
- 송학리(松鶴里)
- 신홍리(新鴻里)

## 학교
- 마정초등학교 - 남면 마정로 7-9 (마정리)
- 남성초등학교 (폐교) - 남면 회동로 17 (회동리)
- 남성중학교 (폐교) - 남면 남성로 336 (내곡리)